# Aeroportul Paso de los Libres
Aeroportul Paso de los Libres (IATA: AOL, ICAO: SARL) este un aeroport din Provincia Corrientes, Argentina ce deservește zona Paso de los Libres⁠(d). Aeroportul a fost tranzitat în martie 2021 de 0 pasageri. A fost numit după zona deservită.
Situat la o altitudine de 70 m, aeroportul dispune de o singură pistă. Este operat de Administración Nacional de Aviación Civil (Argentina)⁠(d).